# Concert voor Orgel, Harp en Strijkers
Het Concert voor Orgel, Harp en Strijkers opus 22 nr 3 is een compositie van de Amerikaanse componist Howard Hanson.
Howard Hanson componeerde vaak voor nieuwe combinaties binnen de Amerikaanse klassieke muziek, voor zover daar sprake van is. Ook deze combinatie van orgel, harp en strijkers kom je binnen de klassieke muziekliteratuur niet tegen. Francis Poulenc komt er nog het dichtst bij met zijn Orgelconcert (orgel, pauken en strijkers).

De compositie kwam in 1923 in het leven als North and South. Op verzoek van de organist van het Eastman School of Music waaraan Hanson eigenlijk zijn hele leven verbonden was, werkte hij North and South om tot een Orgelconcert voor orgel en symfonie-orkest (1926). Al snel bleek dat weinig concertgebouwen binnen de Verenigde Staten een orgel bezaten; de meeste orgels waren geplaatst in kerken en daar was geen ruimte en mankracht voor een symfonieorkest. Vandaar dat hij dat orgelconcert heeft bewerkt tot zijn uiteindelijke versie: Concert voor Orgel, Harp en Strijkers (1941).  

## Compositie
De compositie bestaat maar uit één deel van ongeveer 16 minuten. Zij start met de violen en getokkel op de harp als achtergrond. Dan volgen de lagere strijkinstrumenten. Het orgel zet dan in, niet in het massieve basregister, maar in de fragiele hoge tonen. Pas in het middenstuk van het concert gebruikt de organist de pedalen voor de bas, als hij toe is aan zijn cadenza. Na een pianopassage zorgt de orgel met zijn massieve klank voor een denderende finale in het coda.

## Bron en discografie
Er zijn weinig opnamen van dit werk; Naxos bracht een versie uit in zijn American Classics-reeks.